# Mermithonema entomophilum
Mermithonema entomophilum — вид паразитичних нематод родини Tetradonematidae. Нематода паразитує в мусі виду Sepsis cynipsea родини Sepsidae, що мешкає у Європі.